# Yael Stone
Yael Stone (Sídney, 6 de marzo de 1985) es una actriz australiana de cine, teatro y televisión. Tiene una extensa carrera como actriz de teatro en su país. Ha ganado dos premios Sydney Theatre Awards. En televisión, su papel más reconocido es el de Lorna Morello en la serie de Netflix Orange Is the New Black. Sus créditos en el cine incluyen papeles en las películas Me Myself I (1999), West (2007) y Wilde Wedding (2017), entre otras.

## Filmografía

### Cine
| Año  | Título        | Rol           | Notas          |
| ---- | ------------- | ------------- | -------------- |
| 1999 | Me Myself I   | Stacy Dickson |                |
| 2007 | West          | Stacey        |                |
| 2011 | Jailbirds     | Lucy          | Película corta |
| 2017 | Wilde Wedding | Clementine    |                |

### Televisión
| Año           | Título                      | Rol               | Notas        |
| ------------- | --------------------------- | ----------------- | ------------ |
| 2001          | The Farm                    | Sam Cooper        | Miniserie    |
| 2007–2008     | All Saints                  | Ann-Marie Preston | 14 episodios |
| 2010–2011     | Spirited                    | Linda             | 13 episodios |
| 2013–present  | Orange Is the New Black     | Lorna Morello     | 34 episodios |
| 2015          | Childhood's End             | Peretta Jones     | Miniserie    |
| 2015–presente | High Maintenance            | Beth              | 3 episodios  |
| 2016          | Deep Water                  | Tori Lustigman    | Miniserie    |
| 2018          | El misterio de Hanging Rock | Miss Dora Lumley  | Miniserie    |